# Alue Tuwi
Alue Tuwi is een bestuurslaag in het regentschap Aceh Timur van de provincie Atjeh, Indonesië. Alue Tuwi telt 355 inwoners (volkstelling 2010).